# Козерецька Ірина Анатоліївна
Іри́на Анато́ліївна Козере́цька (*26 червня 1964) — доцент кафедри загальної та молекулярної генетики Київського національного університету імені Тараса Шевченка, доктор біологічних наук, доцент.

## Життєпис
Народилася в 1964 році. Закінчила біологічний факультет Київського національного університету імені Тараса Шевченка у 1987 році. З того ж року працює на кафедрі загальної та молекулярної генетики біологічного факультету.
Кандидат біологічних наук з 2000 року, за спеціальністю «генетика». Захист відбувся у Інституті клітинної біології та генетичної інженерії НАН України.
Читає загальні курси «Генетика», «Молекулярна біологія» для студентів біологічного факультету КНУ імені Тараса Шевченка, спецкурси «Генетика дрозофіли», «Генетичний аналіз», «Політенні хромосоми» та проводить практикуми для студентів кафедри загальної та молекулярної генетики.
Член Президії та голова Київського місцевого осередку Українського товариства генетиків і селекціонерів ім. М. І. Вавилова. Секретар науково-методичної комісії Міністерства освіти і науки України з біології. Також Ірина Козерецька є членом Радіобіологічного товариства України та Українського наукового клубу.

## Наукова діяльність
Є автором більше 60 наукових публікацій. Галузі наукових інтересів — генетика дрозофіли, екологія наземних екосистем Антарктики.
Козерецька є учасником 30-ї Польської та 10-ї Української антарктичних експедицій.